# 帕爾馬省

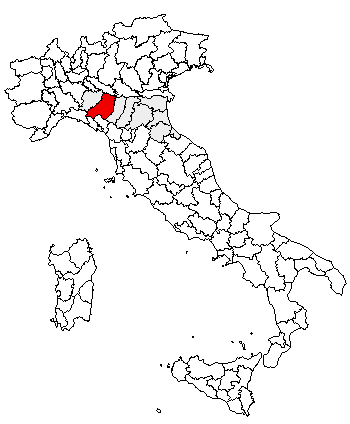

帕爾馬省是意大利艾米利亞-羅馬涅的一個省。面積3,449平方公里，2005年人口413,198人。首府帕爾馬。該省從北到南分別為平原、丘陵和山脈。
下分47市鎮。